# Балийская кухня

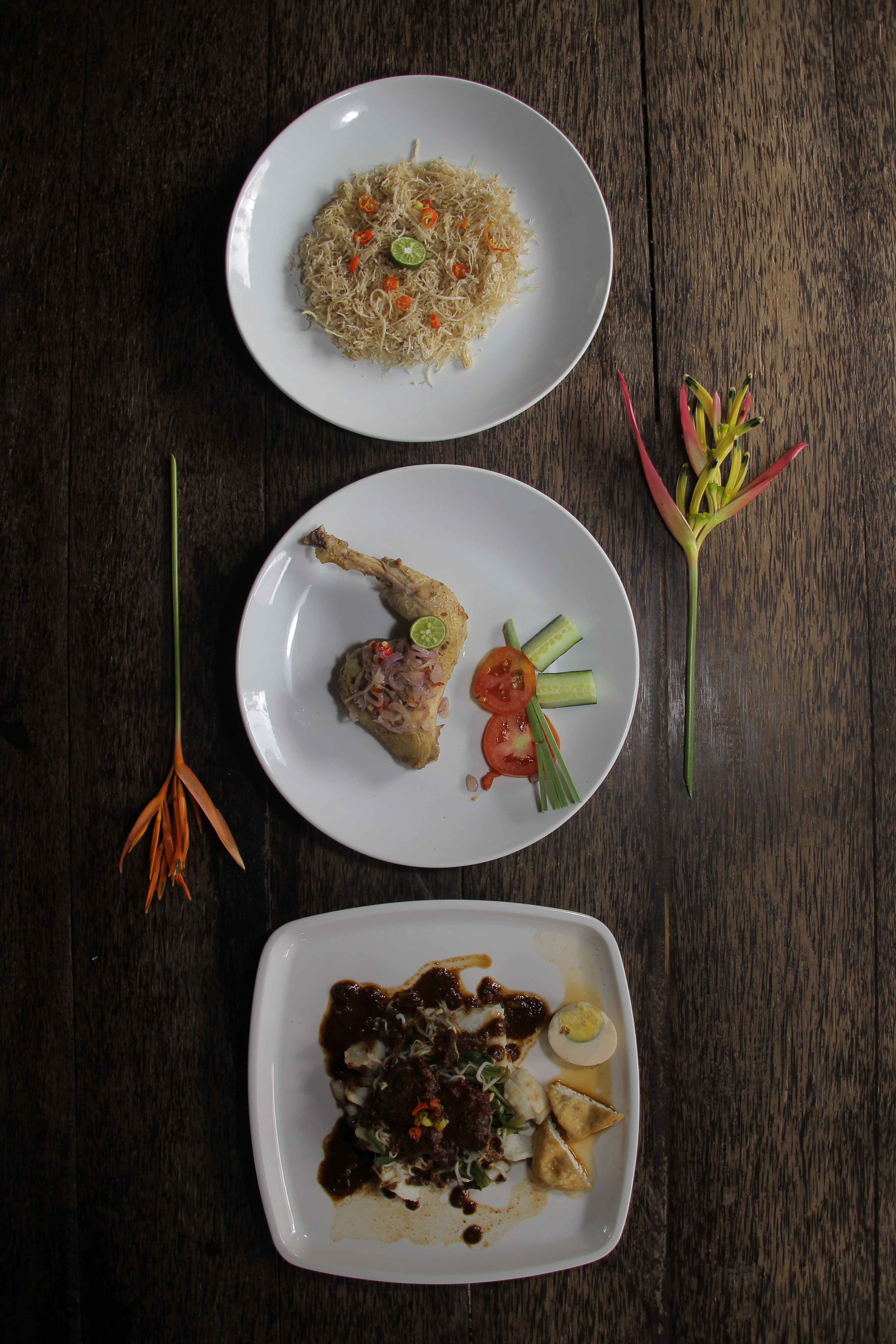
Популярные блюда балийской кухни: булунг — салат из морских водорослей, аям-бетуту — курятина, жареная с особым набором специй, и типат-чанток — овощное рагу

Балийская кухня (индон. Masakan Bali) — совокупность кулинарных традиций населения индонезийского острова Бали. Является достаточно значимой составляющей индонезийской кухни. Благодаря активному посещению Бали зарубежными туристами получила определенную известность на международном уровне.
Имеет немало общих черт с кухнями ряда других регионов Индонезии. В то же время, отличается немалой спецификой, обусловленной, прежде всего, приверженностью балийцев индуизму и, соответственно, соблюдением им определённых пищевых запретов и норм. Так, в балийской кухне не используется говядина, тогда как свинина, табуированная для исповедующего ислам большинства населения Индонезии, напротив, является на Бали весьма популярным продуктом. Уникальными являются и некоторые кулинарные технологии. Большее распространение, в сравнении со многими другими территориями Индонезии, получили алкогольные напитки.

## Ингредиенты
Экваториальное расположение Бали, а также его климат и почва способствовали закреплению культуры потребления и выращивания риса среди местного населения. Священной считается система ирригационного выращивания риса — субак. Рис является неотъемленной частью повседневной жизни балийцев, их культуры и религии, что раскрывается в пищевой культуре Бали, где рис является одним из ключевых ингредиентов.
Одними из наиболее частых продуктов балийской кухни являются морепродукты, овощи, курица, а также свинина. В традиционных блюдах не встречается говядины, так как большинство балийцев исповедует индуизм, каноны которого считают корову священным животным.
Высоко разнообразие специй. В блюдах часто используют лук-шалот, куркуму, имбирь, чеснок, каффир-лайм, рыбную пасту. В сладостях используется пальмовый сахар. Популярны на острове тропические фрукты. К ним относятся бананы, манго, рамбутан, маракуйя, ананас, папайя, кокос и дуриан.

## Блюда

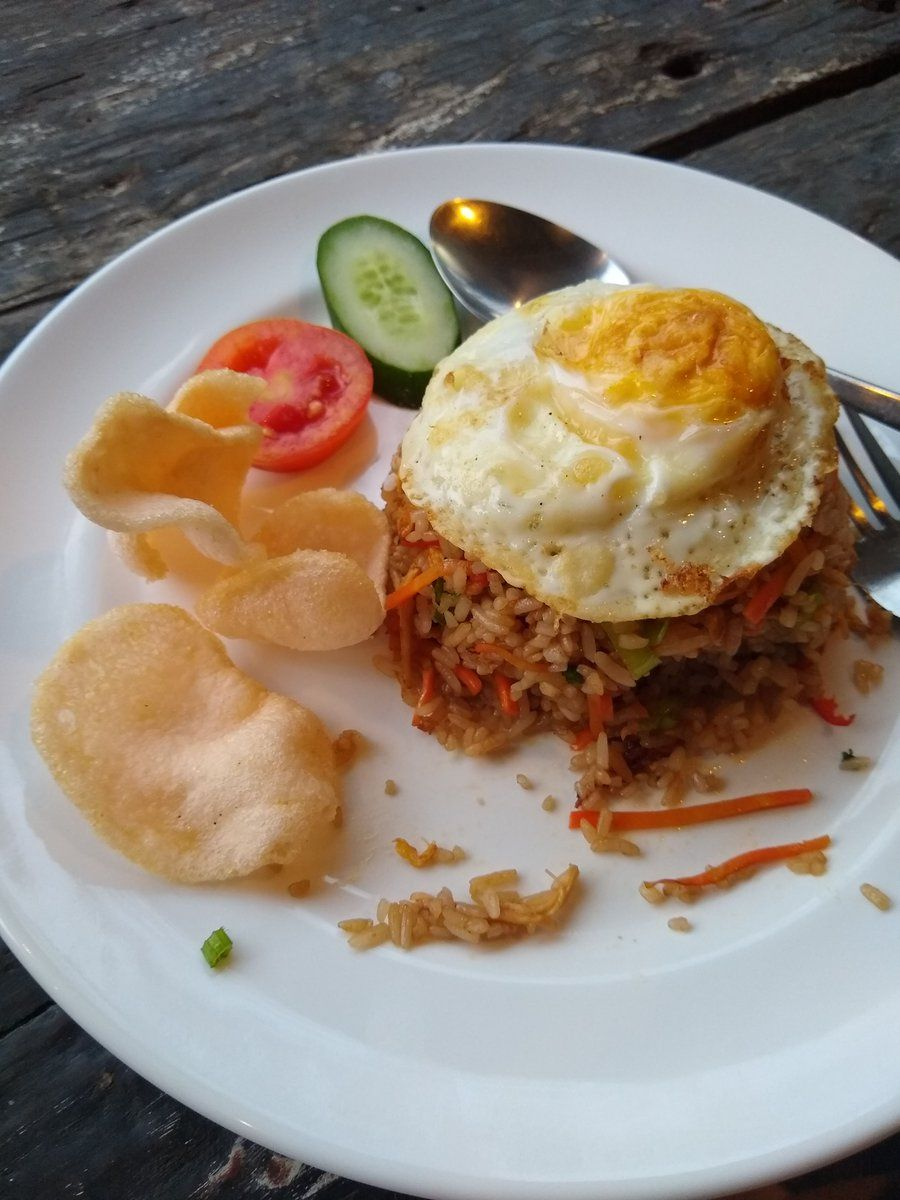
Наси Горенг

- Наси-горенг (индон. Nasi goreng — «жареный рис») — традиционное блюдо индонезийской кухни, в основе которого лежит обжаренный рис. В качестве основных вкусообразующих компонентов используются чеснок, тамаринд, лук-шалот, сладкий соевый соус (кекап манис), а также острые и рыбные приправы — например, креветочная паста. Подача может включать жареное яйцо, мясо курицы, креветки, овощи или сушёную солёную рыбу[4].

- Ми-горенг (индон. Mie goreng — «жареная лапша») — блюдо, во многом схожее с наси горенг, однако вместо риса используется обжаренная лапша. Состав приправ и добавок, как правило, остаётся аналогичным, обеспечивая столь же насыщенный вкусовой профиль[4].

- Наси-чампур (индон. Nasi campur — «смешанный рис») представляет собой тарелку отварного риса, подаваемого с разнообразными гарнирами. В набор могут входить мясные и рыбные изделия, тушёные или жареные овощи, темпе, а также другие местные блюда. В ресторанах и закусочных посетителям обычно предлагается самостоятельно выбрать желаемые добавки из уже приготовленного ассортимента[4].

- Баби-гулинг — целиком запечённый молочный поросёнок. Перед приготовлением тушу натирают куркумой и начиняют пряной пастой баса геде, в состав которой входят ароматные травы, специи и лук. Запекание на вертеле при медленном вращении обеспечивает хрустящую корочку и насыщенный вкус. Блюдо подают с гарнирами из субпродуктов, сате и риса[4].

- Лавар — традиционное балийское блюдо, часто подающееся в качестве гарнира, в том числе к запечённому поросёнку (баби гулинг). Оно представляет собой смесь из нашинкованных овощей, тёртого кокоса, измельчённого мяса и комплекса пряностей, включая местные травы. Рецептура лавара варьируется в зависимости от региона, и почти каждая балийская деревня имеет собственный вариант этого блюда, адаптированный в местных заведениях питания[4].

- Бебек-бетуту — традиционное праздничное блюдо балийской кухни, особенно часто подающееся в ходе религиозных церемоний. Основой служит утка (или курица в варианте «аям бетуту»), маринованная в смеси тамаринда и соли, после чего начинённая листьями маниоки, яйцами и специями. Процесс медленного приготовления позволяет добиться мягкости мяса и насыщенности вкуса, полностью пропитанного ароматами приправ[4].

- Сате-лилит — разновидность сате, распространённая в балийской кухне. В отличие от привычного сате, для которого используют металлические или деревянные шампуры, здесь мясо (часто свиное или рыбное) нанизывают на стебли лемонграсса, сахарного тростника или бамбука. Фарш смешивается с кокосом, кокосовым молоком, соком лайма, луком-шалотом и пряностями, что придаёт блюду характерный насыщенный вкус. Сате лилит подаётся жареным до золотистой корочки и имеет мягкую, сочную текстуру[4].

- Сото-баби — разновидность индонезийского супа сото, адаптированная к кулинарным и культурным традициям острова Бали. Основой служит бульон из свинины с добавлением нарезанного мяса, специями и травами. Хотя сото распространён по всему архипелагу, балийская версия отличается использованием свинины, менее характерной для других регионов Индонезии, где свинина попадает под определение харамной еды и не может употребляться мусульманинами[4].

- Гадо-гадо — салат, состоящий из отварных и слегка тушёных овощей, варёных яиц, темпе и жареного тофу, подаваемый под густым арахисовым соусом. Несмотря на простоту, блюдо считается одним из классических представителей индонезийской кухни. Его ценят за питательность и сбалансированный вкус, сочетающий свежесть овощей и насыщенность соуса[4].

- Баксо — мясной или рыбный суп с фрикадельками, популярный как уличная еда на Бали. Фрикадельки готовятся заранее и подаются в горячем бульоне с добавлением лапши, обжаренных овощей, яйца, тофу и других компонентов. Несмотря на то, что блюдо происходит из Явы, оно прочно укоренилось в балийской гастрономии и приобрело местные вариации[4].

- Мартабак — популярное блюдо уличной кухни, представленное в двух основных вариантах: сладком (мартабак манис) и солёном (мартабак телур). Сладкая версия — это толстый блин, начинённый шоколадом, сгущённым молоком или фруктами и обжаренный на масле. Солёный вариант напоминает пирог с начинкой из яиц, мяса, лука и пряностей. Оба типа продаются на уличных лотках и широко распространены в повседневной гастрономии[4].

- Бубур-инджин — десертный пудинг из чёрного и белого клейкого риса, сладко приправленный пальмовым сахаром, кокосовым молоком и листьями пандана. Это традиционное лакомство обычно подаётся тёплым, с добавлением кокосовых сливок и ломтиков банана. Блюдо отличается насыщенным ароматом и мягкой текстурой, характерной для балийских десертов[4].

## Напитки

### Алкогольные

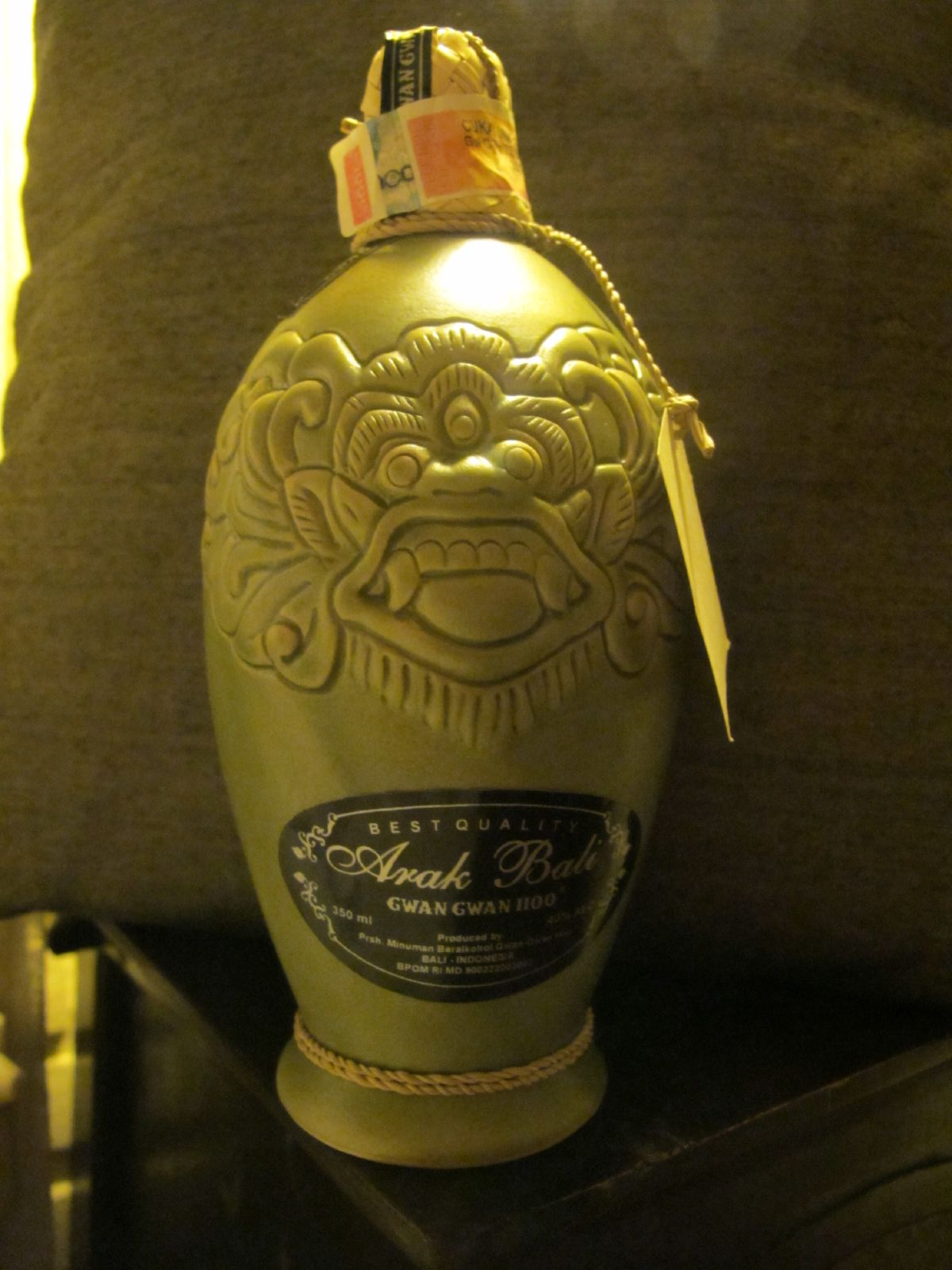
Арак Бали в кувшине национального стиля

- Местная разновидность арака — крепкий алкогольный напиток, получаемый путём перегонки сброженного сока кокосовой пальмы или клейкого риса. В традиционной культуре Бали арак изначально использовался в ритуальных целях, в том числе в подношениях богам. С течением времени он стал популярным компонентом современных коктейлей, сохранив при этом статус одного из символов островной гастрономии. Аутентичный вкус арака, нередко сопровождаемый резким ароматом и выраженной крепостью, находит своё применение как в повседневной жизни, так и в туристических интерпретациях[8].

- Брем — слабоалкогольный напиток, изготавливаемый путём ферментации чёрного или белого клейкого риса с использованием традиционных дрожжевых культур. Отличается сладким вкусом и лёгкой терпкостью. Исторически брем использовался в религиозных церемониях и до сих пор сохраняет сакральную значимость. Его подают как во время праздничных трапез, так и в качестве этнографической достопримечательности для интересующихся балийской культурой[8].

- Туак — слабый алкогольный напиток, получаемый из сока кокосовой или бетелевой пальмы, подвергающегося естественному брожению. Он отличается мутной текстурой и лёгкой кислинкой. Туак употребляется преимущественно в деревенской среде и сопровождает как ритуальные, так и повседневные события. Несмотря на простоту приготовления, напиток занимает устойчивое место в традиционном укладе жизни[8].

### Безалкогольные
- Джаму — травяной настой, распространённый на Бали и в других регионах Индонезии. Основу составляют куркума, имбирь, тамаринд, мёд и иные природные ингредиенты, часто варёные и настаиваемые в течение длительного времени. Напиток традиционно употребляется в утренние часы и ценится за предполагаемые тонизирующие и общеукрепляющие свойства. Джаму можно встретить как в домашних условиях, так и в заведениях, ориентированных на оздоровительные практики[8].

- Loloh Cemcem — местный напиток из листьев растения цемцем, характерный для горных деревень Бали, в частности Пенглипурана. В его состав также могут входить лимонный сок, соль, сахар и острые приправы. Напиток обладает многогранным вкусовым профилем — от кислого до солёного и слегка горьковатого. Употребляется как для утоления жажды, так и в целях поддержки пищеварения, и занимает особое место в системе местной народной медицины[8].

- Es Daluman — холодный напиток-десерт на основе зелёного травяного желе, изготовленного из растения далуман. Желе заливается кокосовым молоком и сиропом из пальмового сахара, а сверху добавляется лёд. Это популярное лакомство, особенно востребованное в жаркие дни, объединяет функции напитка и десерта, и легко доступно в варунгах и на уличных рынках[8].

- Es Kuwut — лёгкий и освежающий напиток, сочетающий в себе мякоть молодого кокоса, сок лайма и кусочки дыни. В него часто добавляют сироп, сахар и семена базилика. Считается одним из наиболее популярных способов справиться с тропической жарой, а также наглядным примером использования местных фруктов и традиционных сочетаний вкусов в балийской кулинарии[8].

- Балийский кофе (индон. Kopi Bali) — напиток, производимый из кофейных зёрен, выращенных на склонах вулканов Бали. Обжарка традиционно осуществляется вручную, а приготовление нередко проходит без фильтрации, что придаёт кофе густую текстуру и насыщенный вкус. Зёрна характеризуются мягкими шоколадными нотами. Входит в число повседневных напитков на острове и одновременно представляет собой часть локального сельскохозяйственного уклада[8].